# Недостаточное число
Недостаточное число — натуральное число, сумма собственных делителей которого меньше самого числа. Любое натуральное число относится к одному из трёх классов:
недостаточные числа, совершенные числа, избыточные числа.
Существует бесконечно много как чётных, так и нечётных недостаточных чисел. К недостаточным относятся, например, все простые числа, степени простых чисел, полупростые числа (кроме 6), собственные делители недостаточных или совершенных чисел.
Первые недостаточные числа:
1, 2, 3, 4, 5, 7, 8, 9, 10, 11, 13, 14, 15, 16, 17, 19, 21, 22, 23, 25, 26, 27, 29, 31, 32, 33, 34, 35, 37, 38, 39, 41, 43, 44, 45, 46, 47, 49, 50, …